# Baie de Soulou
La baie de Soulou est l'une des baies de l'océan Indien formée par la côte ouest de l'île principale de Mayotte, soit Grande-Terre.
Dans la baie de Soulou se jettent plusieurs cours d'eau : Boungoumouné, Mroni, Mro. Au sud de la baie dans la commune de Tsingoni se trouve la plage de Soulou, réputée aussi pour sa cascade.

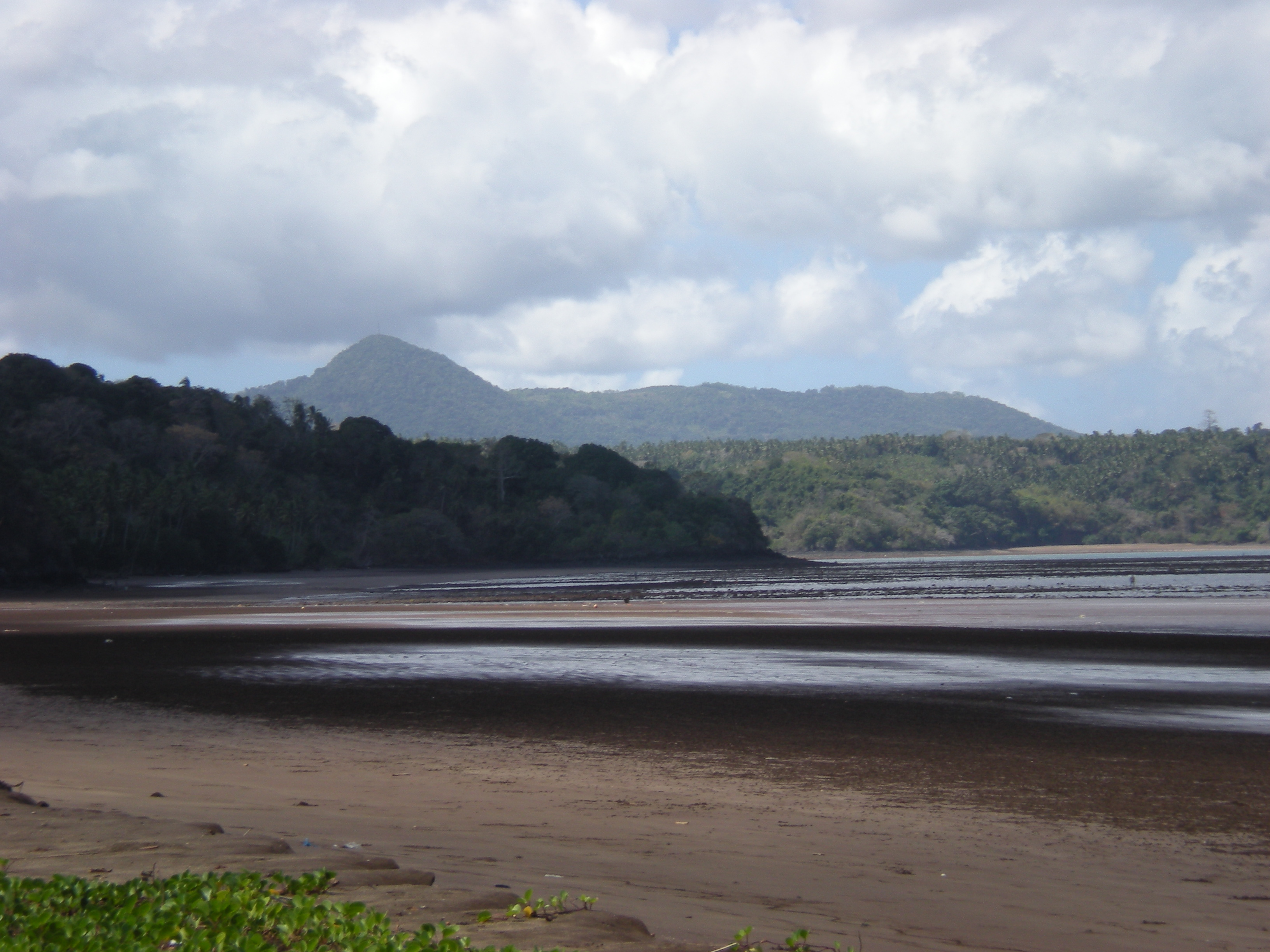
La plage de Soulou en 2017